# Yuba (Sudán del Sur)
Yuba, también escrito como Juba (del inglés: Juba), es la capital de la República de Sudán del Sur y la ciudad más poblada del país. Es también la capital de Ecuatoria Central, uno de los diez estados en los que se subdivide Sudán del Sur. Se trata, por lo demás, de un importante puerto fluvial, ubicado a orillas del Nilo Blanco.

## Historia

Mapa del Nilo en el que aparece, sobre su curso alto, Yuba (Juba)

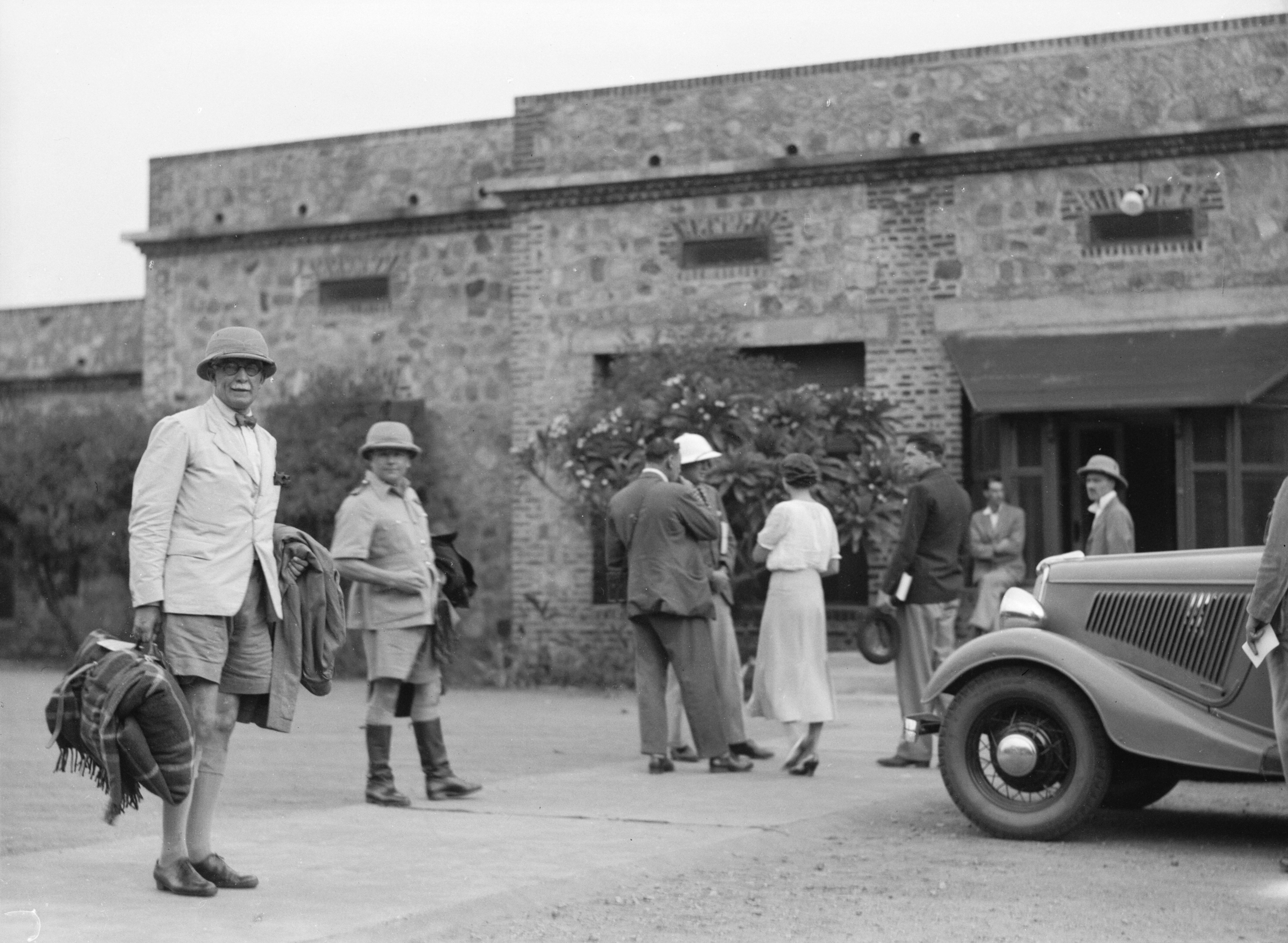
Hotel Juba en 1936

En el siglo XIX se estableció un puesto comercial y una misión llamada Gondokoro en las inmediaciones de Yuba. Era el puesto de avanzada más meridional de la guarnición turca, compuesta por un puñado de soldados, en su mayoría enfermos de malaria y de la fiebre de aguas negras que dominaban la región.
Gondokoro fue también la base del explorador y activista Samuel Baker durante sus expediciones a lo que en el siglo XXI es Sudán del Sur y el norte de Uganda, desde 1863 hasta 1865 y desde 1871 hasta 1873 respectivamente.
En 1822, un pequeño número de comerciantes griegos llegó a la zona y fundó Yuba en la orilla occidental del Nilo Blanco. Los griegos, que tenían excelentes relaciones con la tribu indígena de Yuba (los Bari), construyeron lo que es el moderno distrito de negocios. Los edificios que en e siglo XXI albergan el Banco comercial de Buffalo, el Banco comercial del Nilo, el Hotel Paradise, la Casa del Cónsul de Noruega así como muchos otros, fueron construidos originalmente por los griegos y fueron las únicas estructuras permanentes que hubo hasta principios de la década de 1890.
Entre 1899 y 1956, Yuba se encontraba en el Sudán Anglo-Egipcio, que era administrado conjuntamente por el Reino Unido y Egipto. La esperanza británica de unir la parte sur de Sudán con Uganda se desvaneció en 1947 debido a un acuerdo realizado en Yuba, también conocido como la Conferencia de Yuba, para unificar el Norte y el Sur de Sudán. En 1955, una rebelión de soldados del Sur, oriundos de la ciudad Torit, desencadenó la primera guerra civil sudanesa, que no terminó hasta 1972, cuando se concedió la condición federal a las tres provincias ecuatoriales.    Durante la segunda guerra civil sudanesa, Yuba fue un lugar estratégico en el que se libraron de numerosos combates.
En 2005 Yuba se convirtió en la sede provisional y la capital del gobierno semiautónomo de Sudán del Sur, aunque la capital propuesta provisionalmente antes de la firma del Acuerdo General de Paz era Rumbek. Con la llegada de la paz, las Naciones Unidas aumentaron su presencia en Yuba; hasta ese momento muchas de sus actividades en Sudán del Sur habían sido gestionadas desde Kenia. Bajo la dirección de la Oficina Para la Coordinación de Asuntos Humanitarios (OCAH), la ONU estableció un campamento conocido como «campamento OCAH», que sirvió de base para muchos de sus organismos y de organizaciones no gubernamentales.
Yuba se convirtió en la capital nacional más nueva del mundo el 9 de julio de 2011, cuando Sudán del Sur declaró formalmente su independencia de la República de Sudán. Sin embargo, partidos influyentes, incluido el gobierno de Sudán del Sur, expresaron su descontento con la idoneidad de la ciudad como capital nacional, y el gobierno propuso que se construyera una nueva ciudad planificada como capital de reemplazo en otro lugar, muy probablemente Ramciel en Lakes.
El 5 de septiembre de 2011, el gobierno anunció que la capital de Sudán del Sur se trasladaría unos 250 km de Juba a Ramciel, que se encuentra en el centro de Sudán del Sur, a unos 60 km del condado de Yirol West, en el estado de los Lagos. A junio de 2020, la mudanza aún no se ha producido.
En septiembre de 2015, casi 200 personas murieron en la explosión de un camión cisterna en Juba.

## Clima
Yuba tiene un clima tropical húmedo y seco (Aw en la clasificación climática de Köppen) y, debido a que se encuentra cerca del ecuador, las temperaturas son cálidas durante todo el año. Entre noviembre y marzo las lluvias son escasas; es también la época del año con las temperaturas máximas, hasta 38 °C en febrero. De abril a octubre, caen más de 100 milímetros (3,9 pulgadas) de lluvia al mes. La precipitación anual total es de cerca de 1000 mm.
| Parámetros climáticos promedio de Yuba (1971-2000) | Parámetros climáticos promedio de Yuba (1971-2000) | Parámetros climáticos promedio de Yuba (1971-2000) | Parámetros climáticos promedio de Yuba (1971-2000) | Parámetros climáticos promedio de Yuba (1971-2000) | Parámetros climáticos promedio de Yuba (1971-2000) | Parámetros climáticos promedio de Yuba (1971-2000) | Parámetros climáticos promedio de Yuba (1971-2000) | Parámetros climáticos promedio de Yuba (1971-2000) | Parámetros climáticos promedio de Yuba (1971-2000) | Parámetros climáticos promedio de Yuba (1971-2000) | Parámetros climáticos promedio de Yuba (1971-2000) | Parámetros climáticos promedio de Yuba (1971-2000) | Parámetros climáticos promedio de Yuba (1971-2000) |
| Mes                                                | Ene.                                               | Feb.                                               | Mar.                                               | Abr.                                               | May.                                               | Jun.                                               | Jul.                                               | Ago.                                               | Sep.                                               | Oct.                                               | Nov.                                               | Dic.                                               | Anual                                              |
| -------------------------------------------------- | -------------------------------------------------- | -------------------------------------------------- | -------------------------------------------------- | -------------------------------------------------- | -------------------------------------------------- | -------------------------------------------------- | -------------------------------------------------- | -------------------------------------------------- | -------------------------------------------------- | -------------------------------------------------- | -------------------------------------------------- | -------------------------------------------------- | -------------------------------------------------- |
| Temp. máx. abs. (°C)                               | 41.3                                               | 43                                                 | 43.6                                               | 42                                                 | 39.9                                               | 38.5                                               | 37                                                 | 38.5                                               | 39                                                 | 39                                                 | 39.1                                               | 42.8                                               | 43.6                                               |
| Temp. máx. media (°C)                              | 36.8                                               | 37.9                                               | 37.7                                               | 35.4                                               | 33.5                                               | 32.4                                               | 31.1                                               | 31.6                                               | 33.1                                               | 34                                                 | 34.7                                               | 35.9                                               | 34.5                                               |
| Temp. media (°C)                                   | 28.2                                               | 29.3                                               | 29.9                                               | 28.7                                               | 27.6                                               | 26.5                                               | 25.6                                               | 25.5                                               | 26.4                                               | 26.9                                               | 27.4                                               | 27.5                                               | 27.5                                               |
| Temp. mín. media (°C)                              | 20.1                                               | 21.7                                               | 23.6                                               | 23.4                                               | 22.6                                               | 21.9                                               | 21.1                                               | 21                                                 | 21.1                                               | 21.3                                               | 20.9                                               | 20                                                 | 21.6                                               |
| Temp. mín. abs. (°C)                               | 12                                                 | 14.1                                               | 16.6                                               | 16.5                                               | 16.8                                               | 14                                                 | 13.3                                               | 16.7                                               | 15.5                                               | 17.2                                               | 15.8                                               | 13.9                                               | 12                                                 |
| Lluvias (mm)                                       | 5.1                                                | 11                                                 | 36.7                                               | 111.5                                              | 129.9                                              | 117.8                                              | 144.7                                              | 127.5                                              | 103.7                                              | 114.5                                              | 43.1                                               | 8.2                                                | 953.7                                              |
| Días de lluvias (≥ 0.1 mm)                         | 1.4                                                | 2                                                  | 6.6                                                | 11.6                                               | 12.4                                               | 10.3                                               | 13                                                 | 11.5                                               | 8.6                                                | 10.4                                               | 6.5                                                | 1.9                                                | 96.2                                               |
| Horas de sol                                       | 279                                                | 235.2                                              | 210.8                                              | 198                                                | 207.7                                              | 207                                                | 182.9                                              | 204.6                                              | 228                                                | 241.8                                              | 237                                                | 260.4                                              | 2692.4                                             |
| Humedad relativa (%)                               | 44                                                 | 42                                                 | 51                                                 | 64                                                 | 73                                                 | 76                                                 | 81                                                 | 80                                                 | 77                                                 | 73                                                 | 69                                                 | 53                                                 | 65                                                 |
| Fuente n.º 1: World Meteorological Organization,   |                                                    |                                                    |                                                    |                                                    |                                                    |                                                    |                                                    |                                                    |                                                    |                                                    |                                                    |                                                    |                                                    |
| Fuente n.º 2: NOAA                                 |                                                    |                                                    |                                                    |                                                    |                                                    |                                                    |                                                    |                                                    |                                                    |                                                    |                                                    |                                                    |                                                    |

## Población

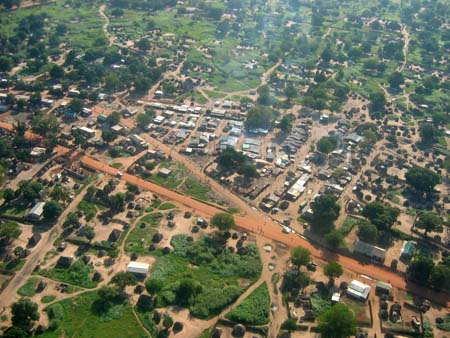
Vista aérea de la capital, Yuba.

En 2005, su población era de 163.442 habitantes. A partir del análisis de fotos aéreas, los voluntarios que trabajaron en Yuba estimaron que la población en 2006 era de aproximadamente 250.000 personas. El quinto Censo Poblacional y Habitacional de Sudán se realizó entre abril y mayo de 2008, pero los resultados fueron rechazados por el gobierno de Sudán del Sur, por lo que en la actualidad no se dispone de cifras oficiales, lo que obliga a utilizar meras estimaciones. Para el 2013, el crecimiento poblacional se estimaba en un 4.23% por año.
| Año               | Población |
| ----------------- | --------- |
| 1973 (censo)      | 56.737    |
| 1983 (censo)      | 83.787    |
| 1993 (censo)      | 114.980   |
| 2005 (estimación) | 163.442   |
| 2006 (estimación) | 250.000   |
| 2011 (estimación) | 372,410   |

## Infraestructura

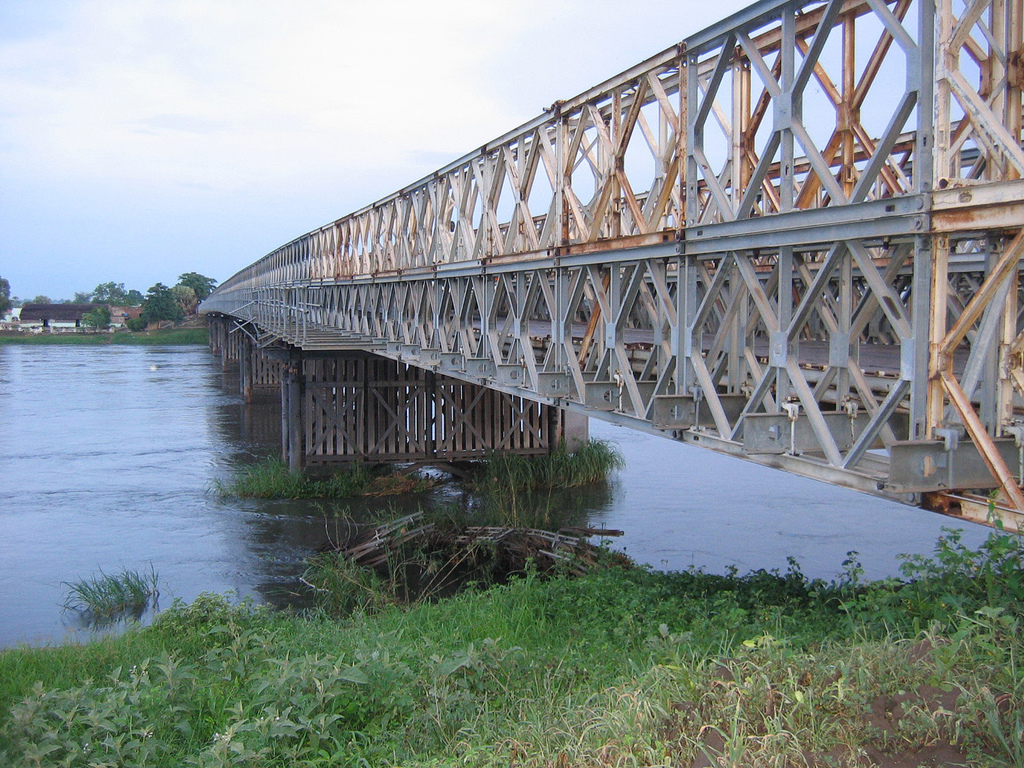
Puente de Yuba.

La ciudad es un puerto fluvial y el extremo sur del tráfico fluvial a lo largo del Nilo, llamado con propiedad el Bahr al Jabal, que es una sección del Nilo Blanco. Antes de la guerra civil, Yuba era también un centro de transporte en el que convergen las carreteras que conectan con Kenia, Uganda y la República Democrática del Congo. Por culpa de la guerra, Yuba perdió su papel de nudo de comunicaciones. Las carreteras y el puerto fluvial quedaron devastados y  dejaron de usarse. Las Naciones Unidas y el Gobierno de Sudán del Sur son los encargados de la reparación de los caminos, pero la restauración completa se espera que tarde muchos años.
En 2003, la Fundación Suiza para la Acción contra las Minas (FSD), comenzó a despejar la carretera que conduce desde Yuba hasta Uganda y Kenia. Se esperaba que estos caminos fuesen completamente desminados y reconstruidos en el trienio 2006-2008. La reconstrucción de las carreteras, que están en su mayoría sin pavimentar, precisan de mucho trabajo, esfuerzo y tiempo. No ayuda el hecho de que la temporada de trabajo queda muy limitada debido a la prolongada estación de lluvias, que dura desde marzo hasta octubre.
Las carreteras resultan un elemento fundamental para el proceso de paz en Sudán del Sur. La gente necesita regresar a sus hogares y recuperar lo que consideran una vida normal otra vez. La primera carretera que ha comenzado a ser reconstruida es el camino hacia Uganda. Este camino es particularmente importante, ya que muchos de los habitantes originales de Yuba huyeron a Uganda durante la guerra. A partir de 2009, hay tres caminos pavimentados en Yuba, uno de ellos reemergió en julio de ese año. La principal vía es un camino de cemento, construido por los británicos en la década de 1950.
La ciudad es sede de la Universidad de Yuba.